# Mario Montesanto
Mario Montesanto (11. srpen 1909, Benátky, Italské království – 29. březen 1987, Castel San Pietro Terme, Itálie) byl italský fotbalový záložník a později i trenér.
Fotbal začal hrát v Benátkách kde okusil nejvyšší ligu. V roce 1930 odešel do klubu Bologna, kde zůstal dvanáct sezón a nastoupil do 280 zápasů a vstřelil 10 gólů. Stal se čtyřnásobným mistrem ligy (1935/36, 1936/37, 1938/39, 1940/41) a dvojnásobným vítězem středoevropského poháru (1932, 1934). Fotbalovou kariéru zakončil v roce 1942.
Za reprezentaci odehrál dva zápasy.
Trenérskou kariéru začal v roce 1942. Odtrénoval jednu sezonu v klubu Bologna.

## Hráčská statistika
| Sezóna  | Klub    | Liga      | Liga   | Liga | Ligové poháry | Ligové poháry | Ligové poháry | Kontinentální poháry | Kontinentální poháry | Kontinentální poháry | Celkem | Celkem |
| Sezóna  | Klub    | Soutěž    | Zápasy | Góly | Soutěž        | Zápasy        | Góly          | Soutěž               | Zápasy               | Góly                 | Zápasy | Góly   |
| ------- | ------- | --------- | ------ | ---- | ------------- | ------------- | ------------- | -------------------- | -------------------- | -------------------- | ------ | ------ |
| 1928/29 | Benátky | 1. divize | 27     | 4    | -             | 0             | 0             | -                    | 0                    | 0                    | 27     | 4      |
| 1929/30 | Benátky | Serie B   | 23     | 1    | -             | 0             | 0             | -                    | 0                    | 0                    | 23     | 1      |
| 1930/31 | Bologna | Serie A   | 33     | 0    | -             | 0             | 0             | -                    | 0                    | 0                    | 33     | 0      |
| 1931/32 | Bologna | Serie A   | 33     | 1    | -             | 0             | 0             | Stř.P                | 4                    | 0                    | 37     | 1      |
| 1932/33 | Bologna | Serie A   | 28     | 1    | -             | 0             | 0             | -                    | 0                    | 0                    | 28     | 1      |
| 1933/34 | Bologna | Serie A   | 31     | 4    | -             | 0             | 0             | Stř.P                | 7                    | 0                    | 38     | 4      |
| 1934/35 | Bologna | Serie A   | 27     | 0    | -             | 0             | 0             | -                    | 0                    | 0                    | 27     | 0      |
| 1935/36 | Bologna | Serie A   | 24     | 0    | IP            | 1             | 0             | Stř.P                | 2                    | 0                    | 27     | 9      |
| 1936/37 | Bologna | Serie A   | 30     | 2    | IP            | 1             | 0             | Stř.P                | 2                    | 0                    | 33     | 2      |
| 1937/38 | Bologna | Serie A   | 21     | 0    | IP            | 3             | 0             | -                    | 0                    | 0                    | 24     | 0      |
| 1938/39 | Bologna | Serie A   | 17     | 1    | IP            | 1             | 0             | -                    | 1                    | 1                    | 18     | 1      |
| 1939/40 | Bologna | Serie A   | 19     | 1    | IP            | 2             | 0             | -                    | 2                    | 0                    | 21     | 1      |
| 1940/41 | Bologna | Serie A   | 4      | 0    | IP            | 4             | 0             | -                    | 0                    | 0                    | 8      | 0      |
| 1941/42 | Bologna | Serie A   | 12     | 0    | IP            | 1             | 0             | -                    | 0                    | 0                    | 13     | 0      |
| Celkem  | Celkem  | Celkem    | 329    | 15   | -             | 13            | 0             | -                    | 15                   | 0                    | 357    | 15     |

## Hráčské úspěchy

### Klubové
- 4x vítěz italské ligy (1935/36, 1936/37, 1938/39, 1940/41)
- 2x vítěz středoevropského poháru (1932, 1934)

### Reprezentační
- 1x na MP (1936-1938)